# Górzno (gromada w powiecie garwolińskim)
Górzno – dawna gromada, czyli najmniejsza jednostka podziału terytorialnego Polskiej Rzeczypospolitej Ludowej w latach 1954–1972.
Gromady, z gromadzkimi radami narodowymi (GRN) jako organami władzy najniższego stopnia na wsi, funkcjonowały od reformy reorganizującej administrację wiejską przeprowadzonej jesienią 1954 do momentu ich zniesienia z dniem 1 stycznia 1973, tym samym wypierając organizację gminną w latach 1954–1972.
Gromadę Górzno z siedzibą GRN w Górznie utworzono – jako jedną z 8759 gromad na obszarze Polski – w powiecie garwolińskim w woj. warszawskim, na mocy uchwały nr VI/10/2/54 WRN w Warszawie z dnia 5 października 1954. W skład jednostki weszły obszary dotychczasowych gromad Górzno, Górzno kolonia, Chęciny, Łąki, Piaski, Potaszniki, Reducin, Samorządki i Samorządki kolonia ze zniesionej gminy Górzno w tymże powiecie. Dla gromady ustalono 27 członków gromadzkiej rady narodowej.
1 stycznia 1958 do gromady Górzno przyłączono wieś Kobyla Wola, kolonie Aleksandrów, Antonin, Józefin, Kobyla Wola, Nowy Kacprówek, Walerianów, Witoldów i Wojciechówka oraz osadę młyńską Ignaców ze zniesionej gromady Kobyla Wola oraz wieś Mierzączka i kolonie Feliksów, Słowiny, Sulbiny Górne Parcele i Sulbiny Górne Łagowskich ze zniesionej gromady Sulbiny w tymże powiecie.
Gromada przetrwała do końca 1972 roku, czyli do kolejnej reformy gminnej. 1 stycznia 1973 w powiecie garwolińskim reaktywowano gminę Górzno.